# Santa Rosa (Turrialba)
Santa Rosa è un distretto della Costa Rica facente parte del cantone di Turrialba, nella provincia di Cartago.